# 3 Puppis
3 Puppis è una stella supergigante bianca di magnitudine 3,98 situata nella costellazione della Poppa. Dista 2120 anni luce dal sistema solare

## Osservazione
Si tratta di una stella situata nell'emisfero celeste australe; grazie alla sua posizione non fortemente australe, può essere osservata dalla gran parte delle regioni della Terra, sebbene gli osservatori dell'emisfero sud siano più avvantaggiati. Nei pressi dell'Antartide appare circumpolare, mentre resta sempre invisibile solo in prossimità del circolo polare artico. Essendo di magnitudine 4, la si può osservare anche dai piccoli centri urbani senza difficoltà, sebbene un cielo non eccessivamente inquinato sia maggiormente indicato per la sua individuazione.
Il periodo migliore per la sua osservazione nel cielo serale ricade nei mesi compresi fra dicembre e maggio; nell'emisfero sud è visibile anche all'inizio dell'inverno, grazie alla declinazione australe della stella, mentre nell'emisfero nord può essere osservata limitatamente durante i mesi della tarda estate boreale.

## Caratteristiche fisiche
La stella è una supergigante bianca al termine della sua fase evolutiva, nonostante la sua età sia di poco più di 8 milioni di anni, con una massa 19 volte quella solare la sua vita è piuttosto breve. È stata oggetto di studi approfonditi perché attorno a questa massiccia stella è stato osservato un disco di polveri a poco meno di 4 UA di distanza dalla stella. Solitamente i dischi di gas e polveri sono presenti attorno a stelle molto giovani e relativamente poco massicce, mentre, al contrario, in stelle come queste supergiganti, i forti venti stellari emessi tendono a disperdere il materiale che le orbita attorno. Osservazioni effettuate da Millour e Meilland nel 2009 con l'interferometro del VLT hanno permesso di studiare la cinematica del gas e concludere che la presenza del disco è dovuta ad una stella compagna di massa paragonabile al Sole, che orbiterebbe da 1,4 a 2,6 UA di distanza dalla supergigante. La presenza di una compagna potrebbe anche spiegare le caratteristiche esotiche di 3 Puppis, così come spiegherebbe quelle di un'altra stella supergigante, Eta Carinae